# Онир (режиссёр)
Онир (англ. Onir, род. 1 мая 1969 года) — индийский кинорежиссёр, сценарист, продюсер и монтажёр.

## Биография
Онир родился в небольшом бутанском городе, его имя при рождении было Онирбан Дхар (англ. Onirban Dhar). В 1986 году он переехал в Калькутту, где получил образование в области литературы. В 1989 году он окончил университет в Джадавпуре. Онир знает несколько языков, в том числе, бенгали, русский, немецкий и тамильский.
Его режиссёрский дебют состоялся в 2005 году, когда он снял фильм «Мой брат…Никхил», посвящённый таким темам как СПИД и гомосексуализм. Недавно он закончил снимать фильм «Я», состоящий из четырёх короткометражных фильмов, в которых освещались темы жестокого обращения с детьми и однополых отношений. 7 февраля 2010 года фильм был удостоен награды The Triangle Media Group Honorary Award.
Онир является атеистом.

## Фильмография
- Мой брат… Никхил (англ. My Brother… Nikhil) (2005)
- Bas Ek Pal[англ.] (2006)
- Sorry Bhai![англ.] (2008)
- I Am[англ.] (2011)